# Seringes-et-Nesles

Seringes-et-Nesles este o comună în departamentul Aisne din nordul Franței. În 1 ianuarie 2022 avea o populație de 268 de locuitori.